# B2B
Business-to-business електронско пословање (скраћено B2B) односи се на коришћење Интернета и веб технологија за куповину, продају, јефтинију, бржу и бољу сарадњу пословних субјеката.

## Предности
- Драстично смањење трошковa
- Повећање транспарентности пословања
- Могућност приступа новим тржиштима
- Многе нове, ефикасније и флексибилније трансакционе методе

Успешан B2B се односи пре на оптимизацију пословних процеса и начина управљања, него на технологију. Почеци електронског пословања заснованог на Интернету датирају из средине 90 - тих година претходног века. Пионири оваквог начина пословања биле су компаније Федекс, Сиско, Дел и ГЕ. Ове компаније су биле фокусиране на продају, потрошачке сервисе и набавку. Данас, Дел остварује веће приходе онлајн путем него цео Мекдоналдс.
Интернет, као јефтина, флексибилна и универзална мрежа, понудио је могућност мањим компанијама да се укључе у савремене токове електронске трговине. Интернет технологије су обезбедиле обраду трансакција у реалном времену, као и богатију размену података.
Електронска тржишта понудила су користи како продавцима, тако и купцима. Предузетници, са великим количинама новца, били су оснивачи већине електронских тржишта. Велике корпорације забринуто су посматрале профилисање независних електронских тржишта. У њима, оне су виделе претњу њиховим традиционалним пословним односима. Увидевши предности оваквог начина трговине, 2000. године почињу да оснивају сопствене "конзорцијуме" за електронско трговање. Највећи пример за овакво удруживање био је Ковисинт, основан од стране компанија Форд, Џенерал моторс и Дајмлер Крајслер.

## Класификација
Основна подела различитих B2B механизама могла би да изгледа овако:
- E - продаја (Е - Selling)
- Е - куповина (E- buying )
- E - тржишта (Е - markets)
- Механизми за подршку (Е - collaboration)

Е - buying подразумева коришћење web базираних технологија у циљу аутоматизације процеса поручивања. Највећи део активности данас је фокусиран на процес индиректне куповине непроизводних добара и услуга (најчешће се односи на МРО - Maintainance, Repair and Operations). Ипак, водеће компаније користе Интернет као подршку за све активности везане за набавку.
Процес куповине, генерално, укључује следеће фазе:
- откривање,
- преговарање,
- поручивање,
- задовољење потреба и
- мониторинг.

Већина механизама базираних на web технологијама се данас углавном баве трансакционим делом овог процеса.
Користи од аутоматизовања процеса набавке су:
- Повећање контроле трошења
- Редуковање оперативних трошкова везаних за набавку
- Аутоматизација рутинских трансакција
- Фокусирање на стратешка питања набавке
- Развијање још кориснијих веза са добављачима

У основи, Е - selling се односи на коришћење Интернета као канала за продају производа и услуга.
Процес продаје може да се обави директно преко web - а, може да буде интегрисано са специфичним пословним партнером, или више њих (преко EDI, EXTRANET-а), или пак, може бити реализован преко неког трећег учесника. Разни механизми могу бити коришћени у процесу електронске продаје. У основи, то су најчешће електронски каталози. Они садрже детаљан опис производа.
Користи које остварују добављачи:
- Нижи трошкови - B2B електронско пословање треба да резултује нижим трошковима преговарања, продаје и трансакција.
- Приступ новим купцима - Омогућен је директан приступ купцима. Овакав систем омогућава контакт са новим купцима и организацију мањих рачуна на далеко ефикаснији начин.
- Унапређење контроле залиха - B2B системи, посебно они развијени од стране дистрибутера, могу да омогуће већу транспарентност наруџбина и цена агрегирањем информација, што води смањеном нивоу залиха и конкурентнијим ценама.
- Задржавање купаца - Ово је једна од можда најмање очигледних предности оваквог начина пословања. Чврста интеграција са купцима ради задовољења њихових потреба је значајан фактор у спречавању купаца да промене добављача.
- Класификација купаца - B2B омогућава ефикаснију класификацију купаца.

Користи које остварују потрошачи:
- Приступ добро познатим, сигурним брендовима
- Репликација познате каталошке продаје
- Хијерархијска структура и добро организована претрага.

Потенцијални недостаци:
- Лимитиран портфолио производа (само производи датог произвођача)
- Непостојање могућности поређења цена
- Лимитирана контрола набавке
- Непостојање интеграције са ЕРП системом купца.

Е - markets (електронска тржишта) су Интернет базирани посредници који олакшавају трговину између више купаца и продаваца. Постоје три основна типа:
1. Јавна независна електронска тржишта вођена од стране неутралних компанија
2. Јавни конзорцијуми електронских тржишта које воде групе великих компанија(Covisint, Transor, Elemica)
3. Приватна електронска тржишта или приватне трговачке мреже које опслужују једну компанију (Cisco e-Hub)
Спајањем огромног броја купаца и продаваца и аутоматизацијом трансакција, електронска тржишта проширују дијапазон могућности које стоје на располагању купцима, омогућавају продавцима приступ новим тржиштима и смањује трошкове трансакција за све учеснике. У исто време повећава се доступност и квалитет информација. Аналитичари предвиђају да ће учешће јавних електронских тржишта у укупном B2B пословању достићи 50% до 2005. године, у новчаном изразу око 1 трилион $.
Термин Е-collaboration се односи на коришћење Интернета за сарадњу са пословним партнерима у смислу ширем од пуке куповине и продаје. То је начин на који компаније дизајнирају, купују, развијају, продају производе које користе крајњи потрошачи. Е-Colaboration може да се реализује у оквиру приватних или јавних трговачких мрежа. Сарадња међу фирмама је постојала одувек, Интернет је ту сарадњу подигао на један виши ниво.
Уз помоћ Интернета, сарадња поприма један унапређен облик, и сада постаје могуће дељење информација, формулара, прогноза, информација о производима и слично, у делићу секунде, без обзира на географске удаљености.
Користи:
Е-collaboration даје нове димензије традиционалним везама између добављача, потрошача и других учесника у неколико кључних области:
- Смањење трошкова
- Повећање продуктивности
- Боље предвиђање